# Kurländischer Konsistorialbezirk
Der Kurländische Konsistorialbezirk, auch Kurländischer Consistorial-Bezirk, war ein Konsistorialbezirk im Russischen Kaiserreich und als solcher dem Evangelisch-Lutherischen General-Konsistorium in Sankt Petersburg unterstellt.

## Geographie

G. Kurland im Norden, dort befand sich der Hauptteil der Gemeinden. Andere G. in der Karte: Witebsk im NO, Kowno und Wilna im Zentrum, Grodno im SW, Minsk im SO. Nicht in der Karte: Rowno und Mohilew

Der Kurländische Konsistorialbezirk umfasste die evangelisch-lutherischen Gemeinden der Gouvernements Kurland, Rowno, Wilna, Grodno, Minsk, Mohilew und Witebsk.

## Gliederung
Außerhalb der Stadt Mitau bestanden Propsteien oder Präposituren oder Diözesen.

### Kirchspiele 1914
Die folgende Gliederung stammt aus dem Jahr 1914. Bis auf die Propstei Wilna lagen alle Propsteien im Gouvernement Kurland.

#### Propstei Selburg
Auch Selburgsche Diözese / Selburgsche Präpositur
7. Buschhof-Holmhof (Birschu m.), 8. Setzen (Seze), 9. Demmen (Demme, das Pastorat: Turgele), 10. Dubena-Weesen (Dignaja-Sassu), 11. Dwinsk (Dünaburg), 12. Egypten-Berkenhegen (Wilku meests), 13. Friedrichstadt-Tauerkaln, 14. Kaltenbrunn, 15. Kreuzburg-Lehmenen-Trentelberg (Kjihzburga), 16. Lassen (Laschu m), 17. Nerft, 18. Gross-Salwen (Salwe), 19. Saucken-Ellern (Saukas-Elkschnu m), 20. Sonnaxt, 21. Selburg, 22. Sickeln-Born-Ellern, 23. Subbath

#### Propstei Bauske
Auch Bauskesche Diözese / Bauskesche Präpositur
24. Dalbingen, 25. Baldohn, 26. Bauske, deutsche Gemeinde, 27. Bauske, lettische Gemeinde, 28. Barbern (Bahrbele), 29. Eckau-Lambertshof (Eezawa-Lamberta), 30. Linden-Birsgallen, 31. Mesothen-Bersteln (Meschotne-Behrstele), 32. Neugut (Wezà muischa), 33. Alt- und Neu-Rahden (Wez-Saule), 34. Sallgaln (Salgale), 35. Sessau (Sodu-m), 36. Wallhof (Walles-m), 37. Zohden

#### Propstei Doblen
Auch Doblensche Diözese / Doblensche Präpositur
38. Hofzumberge-Pankelhof, 39. Blieden-Sturhof, 40. Doblen, deutsche Gemeinde, 41. Doblen, lettische Gemeinde, 42. Grenzhof-Schnikern (Mescha-m. un Snikere), 43. Gross-Autz, 44. Grünhof, 45. Kursiten-Schwarden, 46. Lesten-Strutteln, 47. Neu-Autz-Kerklingen, 48. Neuenburg, 49. Ringen-Waddax (Rubes-muischa un Wadakste), 50. Siuxt (Dschuhkstes-m.), 51. Würzau, 52. Zelmeneeken, 53. Grösen

#### Propstei Goldingen
Auch Goldingensche Diözese
54. Schrunden, 55. Kabillen, 56. Edsen oder Gross-Iwanden (Iwande), 57. Frauenburg, 58. Goldingen, deutsche Gemeinde, 59. Goldingen, lettische Gemeinde (Kuldiga), 60. Lippaiken (Lipaike), 61. Luttringen, 62. Muischezeem (Gaiku-m), 63. Rönnen, 64. Wahnen (Wahne), 65. Wormen-Scheden (Wahrme)

#### Propstei Pilten
Auch Piltensche Diözese / Piltensche Präpositur
66. Landsen und Hasau, 67. Angermünde-Popen, 68. Dondangen, 69. Edwahlen, 70. Erwahlen-Sassmaken-Rohjen, 71. Hasenpoth, 72. Irben-Gipken, 73. Pilten, 74. Pussen, 75. Sackenhausen, 76. Schleck, 77. Ugahlen, 78. Windau, 79. Zirau-Wirginahl

#### Propstei Grobin
Auch Grobinsche Diözese / Grobinsche Präpositur
80. Bathen (Bahte), 81. Amboten, 82. Appricken-Salenen (Aprike-Saleene), 83. Nieder- und Ober-Bartau (Nihza un Bahrta), 84. Nord-Durben (Seemela-Dorbe), 85. Süd-Durben (Deenaswidus-Dorbe), 86. Gramsden (Gramsde), 87. Grobin, 88. Kruthen, 89. Libau, deutsche St. Trinitatis-Gemeinde, 90. Libau, lettische St. Annen-Gemeinde (Leepaja), 91. Neu-Libau, lettische Gemeinde (Leepaja), 92. Neuhausen, 93. Preekuln-Fircks-Assiten (Preekule), 94. Rutzau-Heiligen-Aa (Ruzawa-Swentaja)

#### Propstei Kandau
Auch Kandausche Diözese / Kandausche Präpositur
95. Sahten, 96. Angern, 97. Ballgallen, 98. Kandau, 99. Nurmhausen, 100. Samiten (Semite), 101. Stenden-Spahren (Stende-Spahre), 102. Talsen, 103. Tuckum, deutsche Gemeinde, 104. Tuckum, Lettische Gemeinde (Tukums), 105. Zabeln

#### Propstei Wilna
Auch Wilnasche Präpositur
106. Wilna, 107. Grodno, 108. Neudorf-Neubrow, 109. Polozk-Witebsk, 110. Struschan-Stirnian (Stružan-Stirnian im Gouvernement Witebsk [Polnisch-Livland]), 111. Bolwa, 112. Minsk, 113. Bielostok, 114. Soprasl-Charoscz, 115. Mohilew, 116. Kowno, 117. Keydany, 118. Birsen, 119. Szawli, 120. Schoden, 121. Tauroggen, 122. Georgenburg-Szwyren-Rossien, 123. Krettingen, 124. Zeymel, 125. Ponewiecz-Schadow